# Stenopelmatus pictus
Stenopelmatus pictus is een rechtvleugelig insect uit de familie Stenopelmatidae. De wetenschappelijke naam van deze soort is voor het eerst geldig gepubliceerd in 1899 door Scudder.